# August Rosenstock
August Heinrich Rosenstock (* 10. Februar 1849 in Obersuhl (Landkreis Hersfeld-Rotenburg); † 25. Januar 1903 ebenda) war ein deutscher Gutsbesitzer und Abgeordneter des Provinziallandtages der preußischen Provinz Hessen-Nassau.

## Leben
August Rosenstock war der Sohn des Gutsbesitzers Christian Rosenstock und dessen Gemahlin Anna Maria Gliem. Er übernahm in seinem Heimatort den elterlichen Gutshof und erhielt 1899 in indirekter Wahl ein Mandat für den Kurhessischen Kommunallandtag des Regierungsbezirks Kassel, aus dessen Mitte er zum Abgeordneten des Provinziallandtages der Provinz Hessen-Nassau bestimmt wurde. Er blieb bis 1902 Abgeordneter in den Parlamenten. 